# سیارک ۲۵۸۶
سیارک ۲۵۸۶ (به انگلیسی: 2586 Matson، نامگذاری:1980LO) دو هزار و پانصد و هشتاد و ششمین سیارک کشف شده‌است که در ۱۱ ژوئن ۱۹۸۰ کشف شد.
قدر مطلق سیارک برابر ۱۲٫۹۰ است.